# Jeanne Lombard
Jeanne Lombard (* 22. August 1865 in Le Grand-Saconnex; † 6. Dezember 1945 in Corcelles) war eine Schweizer Künstlerin aus dem Kanton Genf.

## Leben
Jeanne Lombard war die Tochter des französischen Pastors Joseph Lombard und dessen Ehefrau Louise-Eberhardine geb. Gonin, die aus den Waldensertälern im Piemont stammte. Sie verlor ihre Mutter schon in der Jugendzeit und lebte mit der Familie zunächst in Frankreich. Der Vater arbeitete seit 1873 für die protestantische Kirche von Neuenburg. Ihr Bruder Emile Lombard (1875–1965) war Theologieprofessor an der Universität Lausanne und später in Neuenburg und der zweite Bruder Alfred Lombard (1878–1972) Professor für französische Literatur an der Universität Neuenburg.
Im Jahr 1879 nahm sie ihre künstlerische Ausbildung beim Bildhauer und Medailleur Fritz Ulysse Landry auf und erlernte Zeichnen und Malen bei Gustave Jeanneret. Ab 1890 bildete sie sich bei Jean-Louis Loubet (1841–1911) in Lyon in der Technik des Porträtierens weiter, und seit 1895 studierte sie in Paris in der Académie Julian und bei Marie Krug Le Fustec (1884–1911). Von 1988 bis 1918 konnte sie ihre Arbeiten regelmässig an den Ausstellungen der Société des Amis des Arts de Neuchâtel zeigen. Nach der Rückkehr in die Schweiz im Jahr 1900 arbeitete sie als Kunstmalerin und Bildhauerin. Sie war Mitglied der 1902 von Berthe Lassieur in Lausanne gegründeten Société romande des femmes peintres et sculpteurs, aus welcher 1909 die nationale Gesellschaft Schweizerischer Malerinnen und Bildhauerinne entstand (seit 2003 Schweizerische Gesellschaft Bildender Künstlerinnen). 1908 gründete Jeanne Lombard mit anderen Künstlerinnen die Sektion Neuenburg des Vereins.
Von 1921 an lebte Lombard gemeinsam mit ihren beiden Schwestern Alice und Eugénie Lombard in einem Haus in Corcelles im Kanton Neuenburg. Neben Stillleben und Porträts schuf Jeanne Lombard eine Werkgruppe, in der sie sich mit der Geschichte der in Frankreich verfolgten Protestanten auseinandersetzt. Einige dieser Bilder befinden sich im Musée du Désert in Mialet, das der Geschichte der Protestanten in Südfrankreich gewidmet ist. Hinterlassene Arbeiten aus dem Atelier in Corcelles gehören zur Sammlung des Musée d’Art et d’Histoire de Neuchâtel, das ausgehend vom Werk der Künstlerin im Jahr 2008 die Sonderausstellung «Jeanne Lombard (1865–1945) et les artistes neuchâteloises 1908–2008» zeigte.
Jeanne Lombard engagierte sich seit ihrer Zeit in Paris in der Antialkoholbewegung und trat dem Blauen Kreuz bei. 1910 schuf sie ein Plakat für den Schweizerischen Bund abstinenter Frauen.

## Werke (Auswahl)

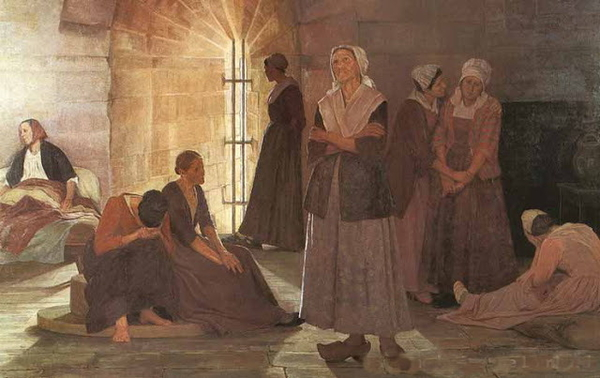
Eingekerkerte Hugenottinnen (Musée du Désert)
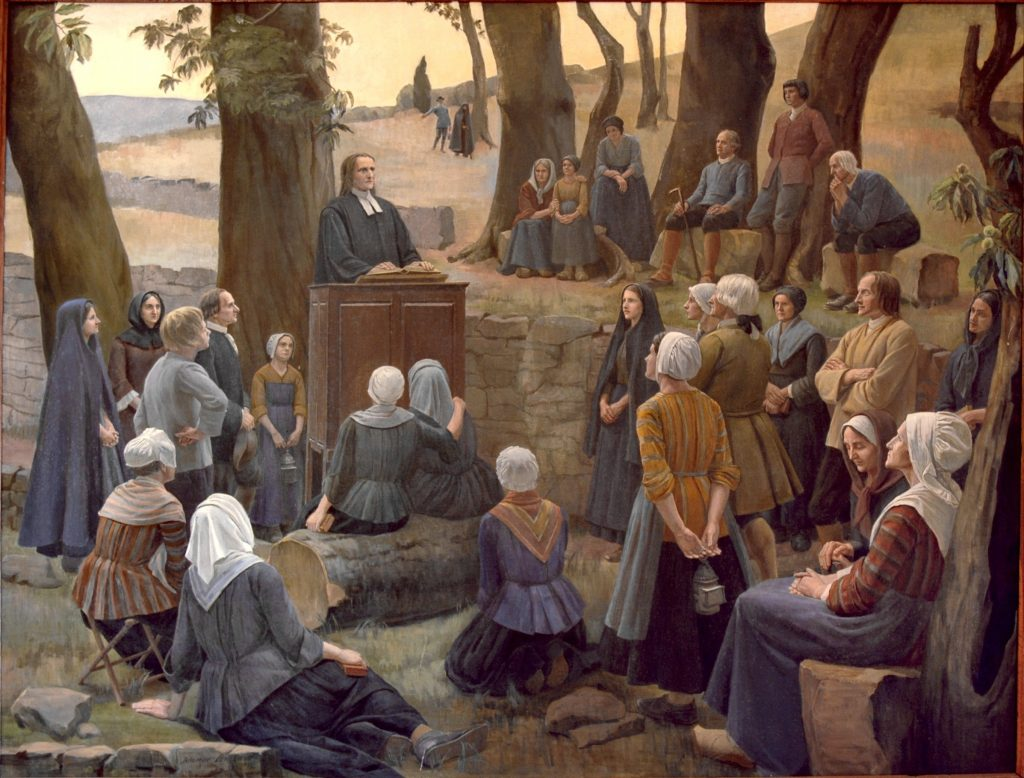
Versammlung im Freien (Musée du Désert)
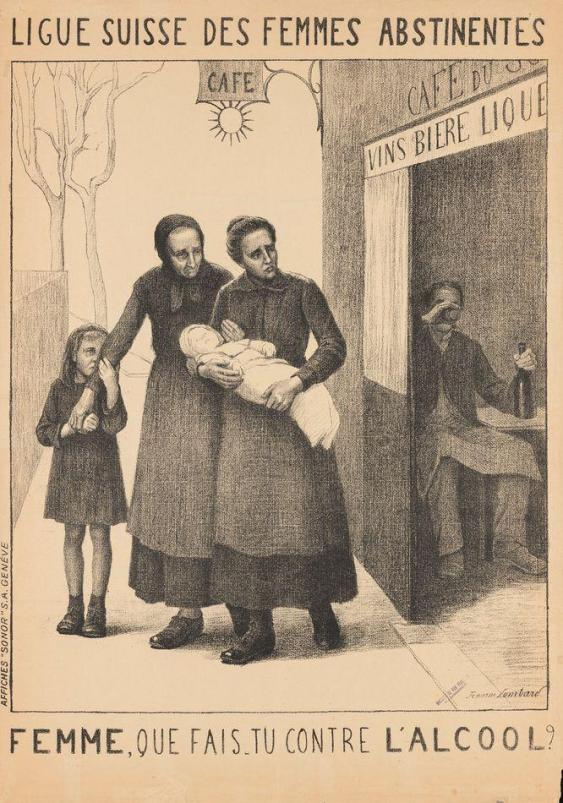
Plakat der Ligue suisse des femmes abstinentes